# هربرت شاده
هربرت شاده (آلمانی: Herbert Schade؛ ۲۶ مه ۱۹۲۲ – ۱ مارس ۱۹۹۴) دونده استقامت اهل آلمان بود.
وی در مسابقات کشوری و بین‌المللی در مجموع برندهٔ ۱ مدال برنز شده‌است.